# Pine Gap
Pine Gap — совместная американо-австралийская станция спутниковой и радиоэлектронной разведки, расположенная в 18 км к юго-западу от города Алис-Спрингс. Находится в совместном управлении Австралии и США; с 1988 года официально называется Joint Defense Facility Pine Gap (JDFPG); ранее была известна как Joint Defence Space Research Facility. База играет решающую роль в поддержке разведывательной деятельности и военных операций США по всему миру.
Станция находится в совместном ведении австралийского Оборонного радиотехнического управления, Центрального разведывательного управления США (ЦРУ), Агентства национальной безопасности США (АНБ) и Национального разведывательного управления США (NRO) и является ключевым участником глобальных усилий АНБ по перехвату и наблюдению, которые включали программу ECHELON. Кодовое название базы в Пайн-Гэп — Australian Mission Ground Station (AMGS); гражданское прикрытие работы АНБ на этом объекте — RAINFALL.

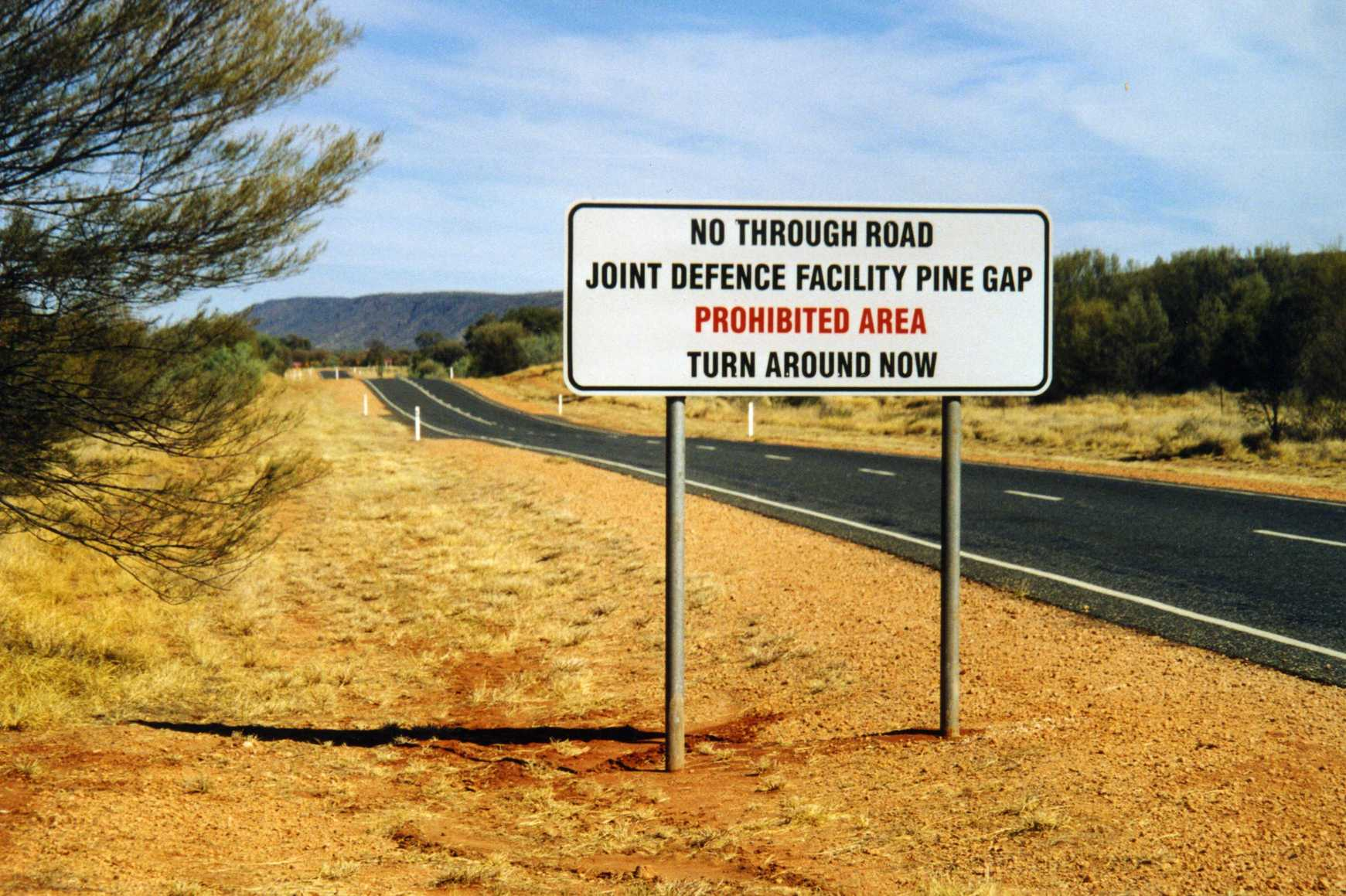
Предупреждающий знак на дороге в Пайн-Гэп

Объекты базы представляют собой массивный компьютерный комплекс с 38 обтекателями, защищающими радиотарелки, в котором работают более 800 сотрудников. Бывший сотрудник АНБ Дэвид Розенберг указал, что начальник объекта на момент службы там был старшим офицером ЦРУ :p 45–46.
Место расположения базы стратегически важно, поскольку оно позволяет контролировать разведывательные спутники США, проходящие через треть земного шара, включая Китай, Северную Корею, азиатскую часть России и Ближний Восток. Центральная Австралия была выбрана потому, что она была достаточно удалена для того, чтобы корабли-шпионы, проходящие в международных водах, не могли перехватить её сигналы:p xxi. База также играет важную роль в местной экономике.